# Доганица
Доганица је насеље у Србији у општини Босилеград у Пчињском округу. Према попису из 2022. било је 14 становника.

## Демографија
У насељу Доганица живи 44 пунолетна становника, а просечна старост становништва износи 48,6 година (44,0 код мушкараца и 52,7 код жена). У насељу има 23 домаћинства, а просечан број чланова по домаћинству је 2,17.
Ово насеље је углавном насељено Бугарима (према попису из 2002. године).
|  |

| Демографија | Демографија | Демографија |
| Година      | Становника  | Становника  |
| ----------- | ----------- | ----------- |
| 1948.       | 284         |             |
| 1953.       | 291         |             |
| 1961.       | 262         |             |
| 1971.       | 236         |             |
| 1981.       | 155         |             |
| 1991.       | 80          | 80          |
| 2002.       | 50          | 50          |
| 2011.       | 28          |             |
| 2022.       | 14          |             |

| Година пописа     | 1948. | 1953. | 1961. | 1971. | 1981. | 1991. | 2002. |
| ----------------- | ----- | ----- | ----- | ----- | ----- | ----- | ----- |
| Број домаћинстава | 48    | 58    | 57    | 59    | 41    | 28    | 23    |

| Број чланова      | 1  | 2 | 3 | 4 | 5 | 6 | 7 | 8 | 9 | 10 и више | Просек |
| ----------------- | -- | - | - | - | - | - | - | - | - | --------- | ------ |
| Број домаћинстава | 10 | 5 | 5 | 1 | 1 | 1 | 0 | 0 | 0 | 0         | 2,17   |

| Пол    | Укупно | Неожењен/Неудата | Ожењен/Удата | Удовац/Удовица | Разведен/Разведена | Непознато |
| ------ | ------ | ---------------- | ------------ | -------------- | ------------------ | --------- |
| Мушки  | 21     | 6                | 12           | 3              | 0                  | 0         |
| Женски | 23     | 0                | 12           | 10             | 1                  | 0         |
| УКУПНО | 44     | 6                | 24           | 13             | 1                  | 0         |

| Пол    | Укупно                    | Пољопривреда, лов и шумарство | Рибарство                            | Вађење руде и камена | Прерађивачка индустрија       |
| ------ | ------------------------- | ----------------------------- | ------------------------------------ | -------------------- | ----------------------------- |
| Мушки  | 12                        | 10                            | 0                                    | 0                    | 1                             |
| Женски | 7                         | 6                             | 0                                    | 0                    | 0                             |
| УКУПНО | 19                        | 16                            | 0                                    | 0                    | 1                             |
| Пол    | Производња и снабдевање   | Грађевинарство                | Трговина                             | Хотели и ресторани   | Саобраћај, складиштење и везе |
| Мушки  | 0                         | 1                             | 0                                    | 0                    | 0                             |
| Женски | 0                         | 0                             | 0                                    | 0                    | 0                             |
| УКУПНО | 0                         | 1                             | 0                                    | 0                    | 0                             |
| Пол    | Финансијско посредовање   | Некретнине                    | Државна управа и одбрана             | Образовање           | Здравствени и социјални рад   |
| Мушки  | 0                         | 0                             | 0                                    | 0                    | 0                             |
| Женски | 0                         | 0                             | 0                                    | 1                    | 0                             |
| УКУПНО | 0                         | 0                             | 0                                    | 1                    | 0                             |
| Пол    | Остале услужне активности | Приватна домаћинства          | Екстериторијалне организације и тела | Непознато            | Непознато                     |
| Мушки  | 0                         | 0                             | 0                                    | 0                    | 0                             |
| Женски | 0                         | 0                             | 0                                    | 0                    | 0                             |
| УКУПНО | 0                         | 0                             | 0                                    | 0                    | 0                             |

| Етнички састав према попису из 2002.‍ | Етнички састав према попису из 2002.‍ | Етнички састав према попису из 2002.‍ | Етнички састав према попису из 2002.‍ | Етнички састав према попису из 2002.‍ |
| ------------------------------------ | ------------------------------------ | ------------------------------------ | ------------------------------------ | ------------------------------------ |
|                                      |                                      |                                      |                                      |                                      |
| Бугари                               | Бугари                               |                                      | 44                                   | 88,0%                                |
| Срби                                 | Срби                                 |                                      | 6                                    | 12,0%                                |

| Етнички састав према попису из 2022.‍ | Етнички састав према попису из 2022.‍ | Етнички састав према попису из 2022.‍ | Етнички састав према попису из 2022.‍ | Етнички састав према попису из 2022.‍ |
| ------------------------------------ | ------------------------------------ | ------------------------------------ | ------------------------------------ | ------------------------------------ |
|                                      |                                      |                                      |                                      |                                      |
| Бугари                               | Бугари                               |                                      | 7                                    | 50%                                  |
| Срби                                 | Срби                                 |                                      | 7                                    | 50%                                  |

## Храм Светог апостола и јеванђелисте Марка
Изградња цркве Светог апостола и јеванђелисте Марка у селу Доганица, започета је 1934. године, благословом блаженопочившег Митрополита скопског Јосифа, а под руководством мајстора Тончета Качарова из села Дукат. Иницијатива за изградњу цркве у овом најудаљенијем селу на крајњем југоистоку Србије покренута је одмах након 1932. године када је срез Босилеградски, са још неколико срезова на југоистоку Србије, био издвојен из Епархије нишке и припојен скопској Митрополији Српске православне цркве.
Након што су завршени грађевински радови 1936. године, почело се са опремањем цркве и припремом за њено освећење, међутим ратна дешавања која су убрзо захватила цео свет па и ове просторе, Други светски рат, зауставили су њено освећење до данас. После 1945. године због сплета неповољних околности у којима је живео наш народ, иако се покушавало да се настави са опремањем и освећењем цркве, није се успело, а зуб времена и неодржавање објекта узимали су свој данак, тако да је сам објекат и у грађевинско-употребном смислу пропадао.
У последњих 18 година Епархија врањска чини велике напоре на обнављању цркава и манастира на целој територији, тако и црква Св. апостола и јеванђелисте Марка у селу Доганица почиње полако да се обнавља, а интензивнији радови отпочињу крајем 2008. године.
Уз помоћ више донатора, а понајвише верујућег народа села Доганице, црква је крајем 2010. године доведена у функционалну намену на радост мештана, не само села Доганице, већ читаве општине Босилеград. Почетком 2011. године отпочело се са опремањем и отклањањем ситних недостатака, како би црква могла да буде освећена. На дан Светог апостола и јеванђелисту Марка - Марковдан и недељу посвећену женама Мироносицама, 8. маја 2011. године, Његово Преосвештенство Епископ врањски Господин Пахомије, извршио је освећење цркве.